# Fermata
Fermata (do roku 1991 Fermáta) je slovenská jazz rocková skupina. Vznikla v roce 1973, navzdory různým personálním změnám funguje dodnes. Fermata vydala celkem 11 studiových a 1 koncertní album. Původní název Fermáta byl změněn do současné podoby v roce 1991.

## Sestava

### Současná sestava
- František Griglák – kytara
- Matej Maximilián Mikloš – klávesy
- Tamas Belicza – basová kytara
- Igor Skovay – bicí

### Bývalí členové
- Fedor Frešo – basová kytara
- Peter Preložnik – klávesy
- Tomáš Berka
- Peter Szapu
- Anton Jaro
- Cyril Zelenák
- Laco Lučenič
- Karol Oláh
- Dalibor Jenis
- Juraj Bartovič
- Martin Hanzel
- Márius Bartoň
- Jindřich Plánka
- Martin Valihora

## Diskografie

### Studiová alba
- Fermáta (1975)
- Pieseň z hôľ (1976)
- Huascaran (1977)
- Dunajská legenda (1980)
- Biela planéta (1980)
- Generation (1981)
- Ad libitum (1984)
- Simile... (1991)
- Real Time (1994)
- X (1999)
- Next (2005)
- Blumental Blues (2019)

### Kompilační alba
- Omnes Colores (2023)

### Živá alba
- Live v Klube za zrkadlom (2007)

### DVD
- Live v Klube za zrkadlom